# Weinbergkirche (Dresden)

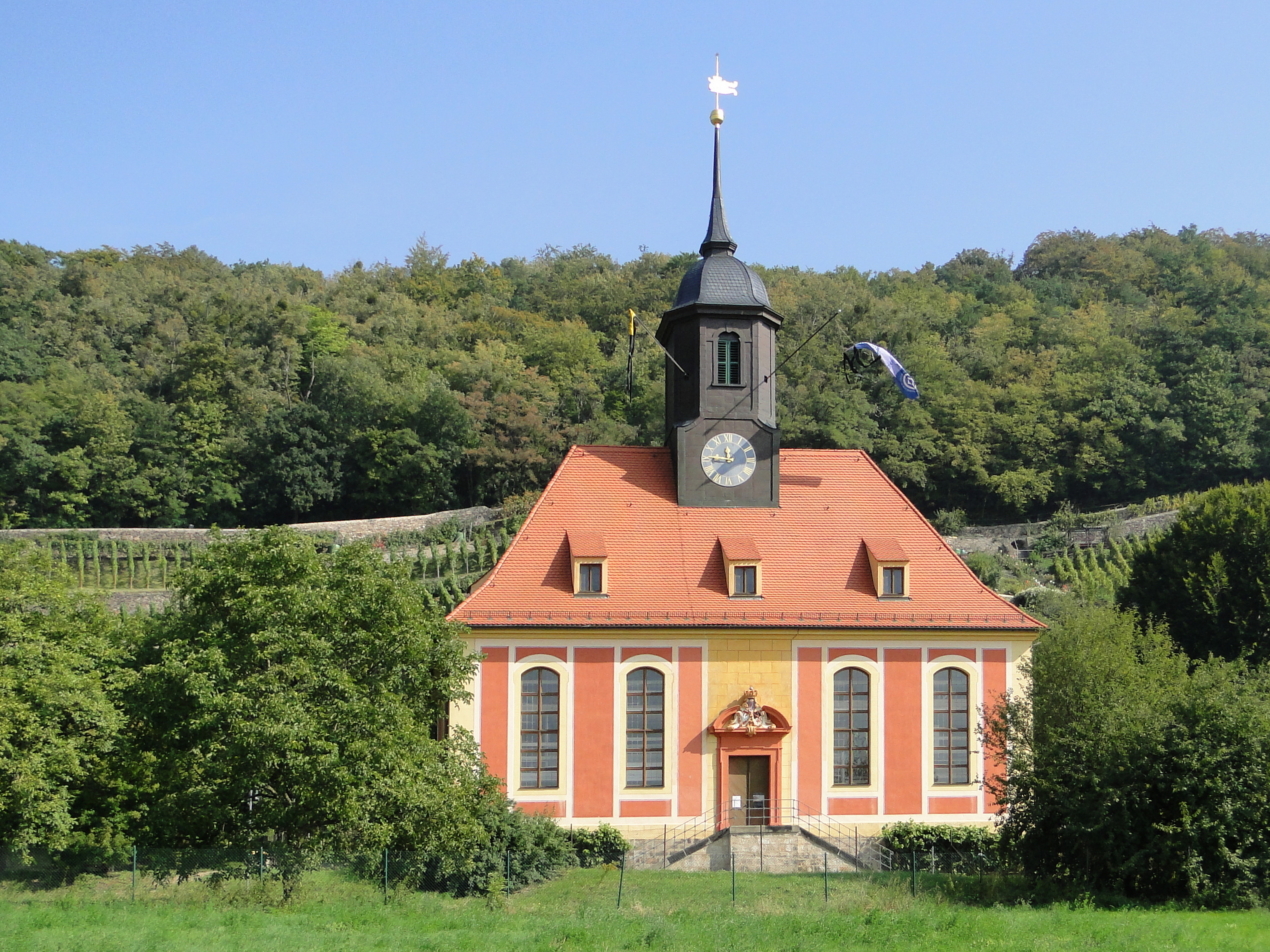
Die Weinbergkirche in Dresden-Pillnitz

Die evangelische Weinbergkirche „Zum Heiligen Geist“ ist eine barocke Dorfkirche im Dresdner Stadtteil Pillnitz, benannt nach der Lage im Königlichen Weinberg. Sie ist nicht zu verwechseln mit der im 20. Jahrhundert erbauten Weinbergskirche im Dresdner Stadtteil Trachenberge.
Der Sakralbau entstand ab 1723 als Ersatz für die Pillnitzer Schlosskirche, die für die Erweiterung des Schlosses Pillnitz abgerissen wurde. Er ist der erste ausgeführte Kirchenbau von Matthäus Daniel Pöppelmann, dem Architekten des Dresdner Zwingers, und gilt als „Wahrzeichen der Pillnitzer Landschaft“. Das besonders während des zweiten Teils des 20. Jahrhunderts stark verfallende Gebäude wurde in den 1990er Jahren umfassend restauriert. Die Weinbergkirche steht unter Denkmalschutz und ist Teil der Kulturlandschaft Dresdner Elbtal.

## Geschichte

### Der Vorgängerbau

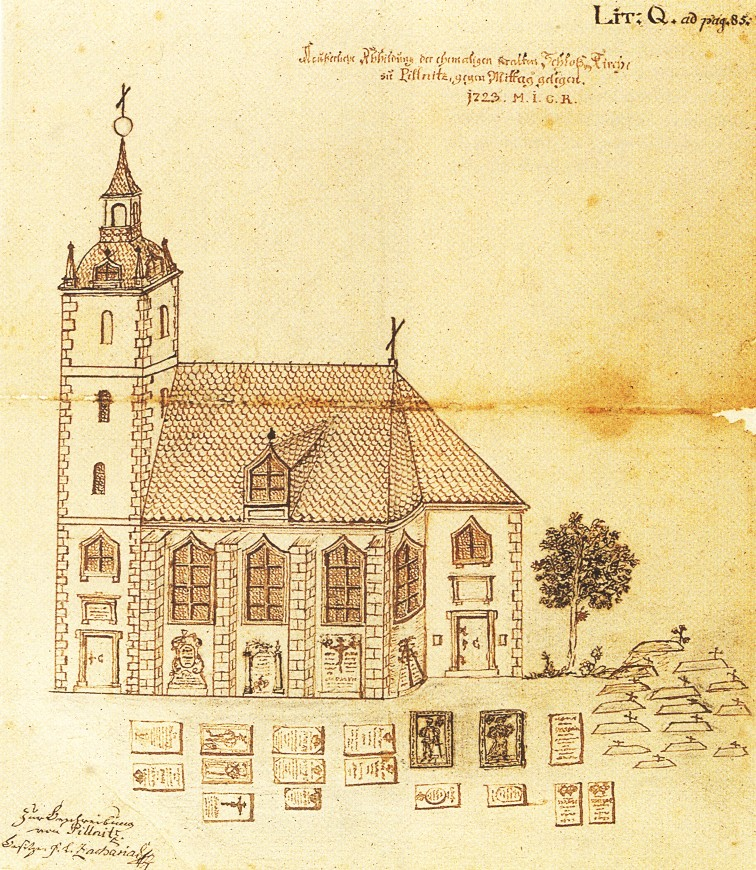
Die alte Pillnitzer Schlosskirche kurz vor dem Abbruch 1723, Zeichnung des Hosterwitzer und Pillnitzer Pfarrers Johann Christoph Rüdinger

Pillnitz war seit Beginn des 16. Jahrhunderts nach Hosterwitz gepfarrt und bildete seit der Reformation die Parochie Hosterwitz-Pillnitz. Zum Gottesdienst begaben sich die Einwohner des Dorfes Pillnitz in die Schifferkirche Maria am Wasser. Nachdem im Jahr 1569 der spätere Oberschenk des Kurfürsten Christian I. und Hofrat, Christoph von Loß (1548–1609), das Rittergut Pillnitz erworben hatte, kam es schon bald zu Konflikten mit dem Hosterwitzer Pfarrer. Im Jahr 1579 wandte sich Christoph von Loß an das Oberkonsistorium der evangelischen Kirche in Dresden, um den Bau einer „unabhängigen Privatkirche als Andachts- und Begräbnisstätte“ durchzusetzen. Die Grundsteinlegung für die sogenannte Pillnitzer Schlosskirche „Zum Heiligen Geist“ war am 8. Mai 1594. Es entstand ein spätgotischer Bau mit einem 30 Meter hohen Turm, der 1596 fertiggestellt wurde. Die Weihe der ersten Pillnitzer Kirche vollzog der damalige Dresdner Superintendent Polykarp Leyser. Das Dorf Pillnitz bildete nun eine von Hosterwitz unabhängige Parochie.
Der Stifter Christoph von Loß verstarb 1609 und erhielt ein überlebensgroßes Epitaph in der Kirche. Auch weitere Mitglieder der Familie von Loß, wie Joachim von Loß († 1633) und seine älteste Tochter Sophie Sibylle Loß, verheiratete von Bünau († 1640), wurden in der Schlosskirche beigesetzt. Sophie Sibylles Ehemann Günther von Bünau († 1659) und seine zweite Ehefrau Elisabeth von Löser († 1649) stifteten 1648 anlässlich ihrer Eheschließung und des Endes des Dreißigjährigen Krieges den Altar der Kirche. Unter Günther von Bünau kam es zur Wiedervereinigung der Kirchspiele Hosterwitz und Pillnitz – beide Kirchspiele bilden noch heute die Evangelisch-Lutherische Kirchgemeinde Dresden-Hosterwitz-Pillnitz.
Im Jahr 1694 erhielt das Sächsische Kurhaus Pillnitz von Günther von Bünaus Sohn Heinrich, dem im Gegenzug Lichtenwalde zugesprochen wurde. Ab 1707 befand sich Pillnitz im Besitz der Gräfin Constantia von Cosel, bevor unter August dem Starken ab 1720 der Bau des Schlosses Pillnitz auf dem Grundstück begann, auf dem sich die Schlosskirche befand. Dem Abriss der Kirche stimmte das Oberkonsistorium der evangelischen Kirche in Dresden nur unter der Bedingung eines Kirchenneubaus in Pillnitz zu. Am 11. Mai 1723 gab August der Starke, der zunächst eine Erweiterung der Kirche Maria am Wasser als Alternative erwogen hatte, den Befehl zum Kirchenneubau auf einem Grundstück im Königlichen Weinberg. Dafür sollten sowohl Baumaterialien als auch Altar, Glocken und Orgel der alten Schlosskirche im neuen Kirchengebäude wiederverwendet werden. Die Baukosten der neuen Kirche in Höhe von 2000 Talern übernahm das Sächsische Oberbauamt. Die Schlosskirche „Zum Heiligen Geist“ wurde im Mai 1723 abgebrochen. An ihrer Stelle entstand der 1818 abgebrannte Venustempel, ein Speisesaal, in dem Porträts von Hofdamen und Mätressen hingen. Heute befände sich der Standort der ehemaligen Kirche zwischen dem Neuen Palais und dem „Löwenkopf“ an der Elbe.

### Bau der Weinbergkirche

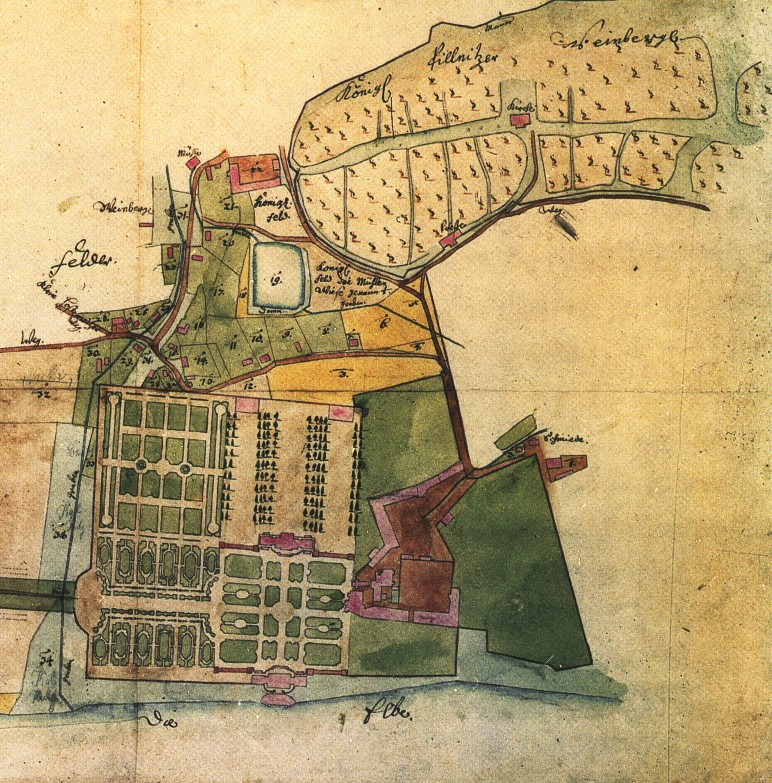
Lage der Weinbergkirche im Königlichen Weinberg oberhalb des Schlosses Pillnitz, Karte von April 1725, Ausschnitt

August der Starke hatte angewiesen, dass die „Erbauung einer andern [Kirche] unweit des Dorffs an der Weinbergs-Preße“ erfolgen sollte. Mit dem Entwurf wurde der damalige Oberlandbaumeister Matthäus Daniel Pöppelmann beauftragt, die Bauausführung hatte Christoph Schumann inne, der auch am Umbau des Schlosses Moritzburg und des Japanischen Palais’ mitgewirkt hatte. Im Beisein unter anderem von Valentin Ernst Löscher, August Christoph von Wackerbarth und dem Bildhauer Johann Benjamin Thomae wurde am 24. Juni 1723 der Grundstein der neuen Weinbergkirche gelegt, die in Anlehnung an den Vorgängerbau auch Neue Schlosskirche „Zum Heiligen Geist“ genannt wurde. Die Weinstöcke waren im Mai gezogen worden, im Juli überführte man die sterblichen Überreste aus sechs Grüften der alten Kirche in die bereits Anfang Juli fertiggestellten Gruftgewölbe der neuen Kirche. Mit dem Aufsetzen des Turms und dem Aufziehen der Glocken der alten Schlosskirche am Reformationstag 1723 wurde – nach nur fünf Monaten Bauzeit – der äußere Bau der Kirche beendet. Der Innenausbau der Kirche dauerte bis 1725. Die Kirchweihe war am 11. November 1725. Die Weinbergkirche diente bis 1918 sowohl den evangelischen Mitgliedern des Fürsten- und Königshofes als auch der Gemeinde als Gotteshaus.

### Die Weinbergkirche bis 1990

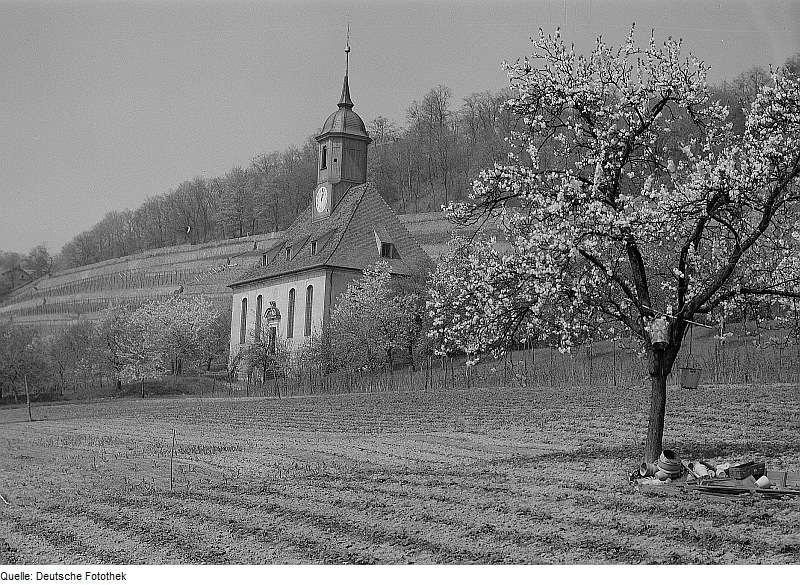
Die Weinbergkirche 1970

Im 18. Jahrhundert erfolgten Umbauten in der Kirche. Kleinere Renovierungen am Dachstuhl fanden 1800 und 1839 statt. Während des ersten großen Umbaus von 1852 bis 1853 wurde die Kanzel versetzt und das Gestühl im Altarraum entfernt. Im Jahr 1876 erhielt die Kirche die Turmuhr. Der Einbau einer neuen Orgel im Jahr 1891 erforderte einen Umbau der westlichen Emporen mit neuen seitlichen Zugängen. Nach der Anschaffung eines Ofens zum Heizen der Kirche erhielt die Weinbergkirche um 1900 einen Schornstein. Im Jahr 1910 erhielt ein neuer Ofen einen anderen Standort. Für die Umsetzung des Ofens musste der Zugang zur Sakristei verlagert werden.
Die Erhaltung der Kirche lag bis 1918 in der Hand des sächsischen Hofes, so wie der (katholische) König es zur Bauzeit zugesagt hatte. Mit dem Ende der Monarchie ging das Gebäude auf die staatliche Domänenverwaltung über. Als sich 1930 schließlich Finanzministerium und evangelisch-lutherische Landeskirche über eine Kostenteilung verständigt hatten, folgten 1932 Dachreparaturen. Bereits zu dieser Zeit wurde der langsame Verfall eines Teils der Kirche beklagt, so die Lage der wertvollen Grabdenkmale an den feuchten Kirchmauern und die verblassten Farben der Kirche.
Mit der Bodenreform 1945 ging die Weinbergkirche in das Eigentum der Evangelisch-Lutherischen Landeskirche Sachsens über. Die Kirche wurde 1954 renoviert, verfiel aber danach zunehmend. Ihre Nutzung für Gottesdienste endete 1976, als sie zum Erntedankfest entwidmet wurde. Die Landeskirche, die nicht über die Mittel zum Erhalt der Kirche verfügte, beantragte die Übertragung des Bauwerks an den Staat. Neben verfallsbedingten Mängeln an Dach, Fenstern und Verputz waren weitere Schäden durch Vandalismus und Diebstahl verursacht worden. Im Jahr 1983 ging die Kirche nach langwierigen Verhandlungen in das Eigentum der Stadt Dresden über, die sie unter den zu den Staatlichen Kunstsammlungen vereinigten Dresdner Museen als Rechtsträger einsetzte. Die Kirche wurde teilweise gesichert und als Lagerraum benutzt. Erst nach der Wende erhielt die verfallene Weinbergkirche wieder mehr Beachtung.

### Restaurierung und heutige Nutzung

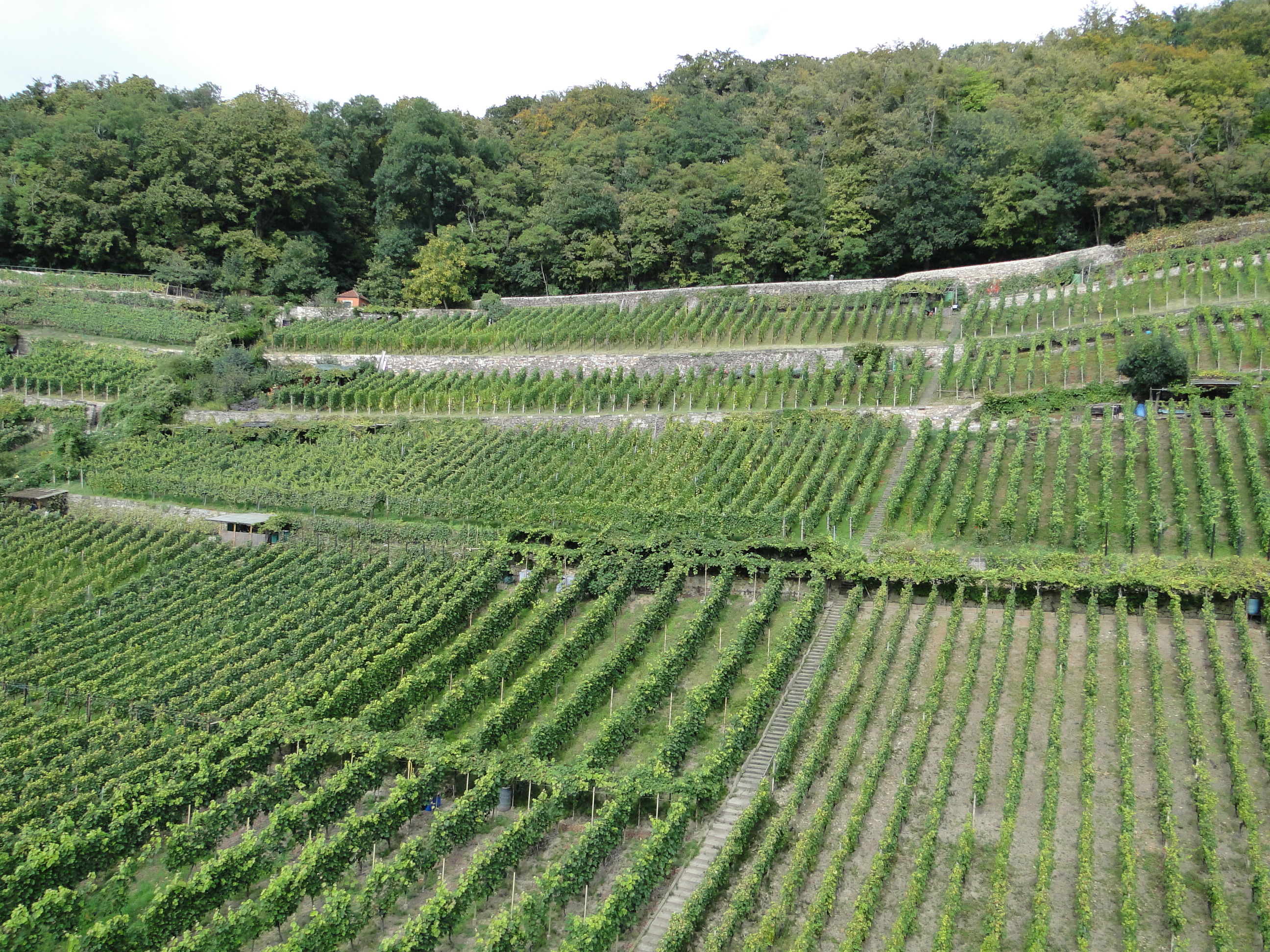
Blick auf den Königlichen Weinberg vom Glockenturm der Weinbergkirche aus

Im Jahr 1990 gründete sich die Interessengemeinschaft Weinbergkirche Pillnitz e. V. unter anderem mit dem Ziel, Spenden für die Restaurierung der Kirche zu sammeln. Die Gemeinschaft organisierte zum Beispiel Benefizkonzerte und warb um Fördermittel. Das erste Elbhangfest unter dem Titel Von Bähr zu Pöppelmann machte 1991 auf den Zustand sowohl der Weinbergkirche als auch der im Wiederaufbau befindlichen Loschwitzer Kirche aufmerksam. Im Juni 1991 konnte der seit November 1990 mit Spendengeldern rekonstruierte Dachreiter der Weinbergkirche übergeben werden. Im Jahr 1992 wurde das Dach neu gedeckt und im folgenden Jahr der Außenputz der Kirche erneuert sowie in Anklang an die ursprüngliche Farbgebung in roten und gelben Tönen illusionistisch bemalt. Die äußere farbliche Wiederherstellung war 1993 abgeschlossen. Im selben Jahr ging die Kirche in den Besitz des Freistaates Sachsen über. Im Jahr 1994 wurde der Einsatz der Interessengemeinschaft für das Pöppelmannsche Bauwerk mit der Silbernen Halbkugel des Deutschen Preises für Denkmalschutz ausgezeichnet.
Es folgte die Restaurierung des Kircheninneren, die im Jahr 1995 weitgehend abgeschlossen war. Die feierliche Übergabe der restaurierten Kirche erfolgte am 12. November 1995, die Weihe der restaurierten Jehmlich-Orgel fand anlässlich des Elbhangfestes 1997 statt.
Seither finden wieder einige Gottesdienste der Evangelisch-Lutherischen Kirchgemeinde Hosterwitz-Pillnitz in der Weinbergkirche statt. Ansonsten wird die Kirche vor allem für Hochzeiten, Konzerte und Ausstellungen genutzt. Jedes Jahr findet um die Kirche ein Frühlingsfest, im Oktober ein Weinfest und am dritten Adventssonntag ein Weihnachtsmarkt statt. Die Weinbergkirche ist auch ein „landschaftsgebundenes Bauwerk“. Sie befindet sich als farbiger Blickfang im Großen Königlichen Weinberg. der seit 1976 nahezu vollständig wiederaufgerebt wurde. Seit den 1990er Jahren werden unter anderem Müller-Thurgau, Traminer und Weißburgunder angebaut.

## Baubeschreibung

### Erstentwurf

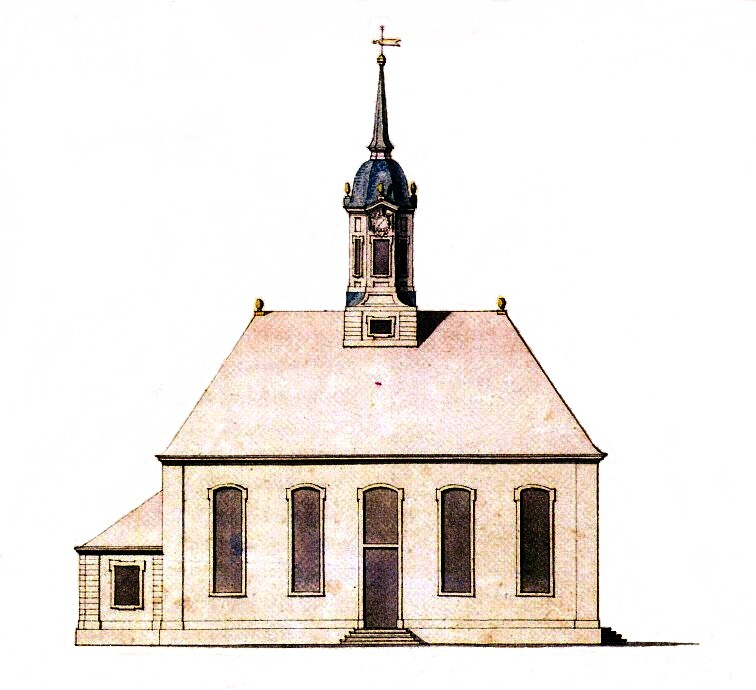
Entwurf Pöppelmanns um 1723

Die Weinbergkirche war „Pöppelmanns frühester ausgeführter Kirchenbau“. Er entwarf zunächst einen Bau für einen ebenen Standort, „wahrscheinlich sogar im Hochwassergebiet der Elbe, da er vier Stufen vor die Eingänge legt(e).“ Die Sakristei war im Erstentwurf an den Altarbereich angeschlossen und lag auf der schmalen – in Bezug auf den ausgeführten Bau – Ostseite der Kirche. Gegenüber dem Altar plante Pöppelmann eine schmale Orgelempore. Im ausgeführten Bau wurde die Sakristei in den Hang hinein an die nördliche Längsseite der Kirche angebaut, wohingegen das Hauptportal statt auf der Nord- auf der Südseite lag. Pöppelmann plante einen reich dekorierten Dachreiter, der schließlich in einfacherer Form ausgeführt wurde. Während der Renovierung der Weinbergkirche in den 1990er Jahren wurde auch über eine farbliche Gliederung der Turmfassade diskutiert, die jedoch schließlich 1992 mit Kupfer gedeckt wurde.
Der verwirklichte Kirchentypus wurde nachfolgend auch bei anderen sächsischen Kirchenbauten, wie der Kirche in Rammenau und der in Röhrsdorf bei Pirna umgesetzt.

### Äußeres

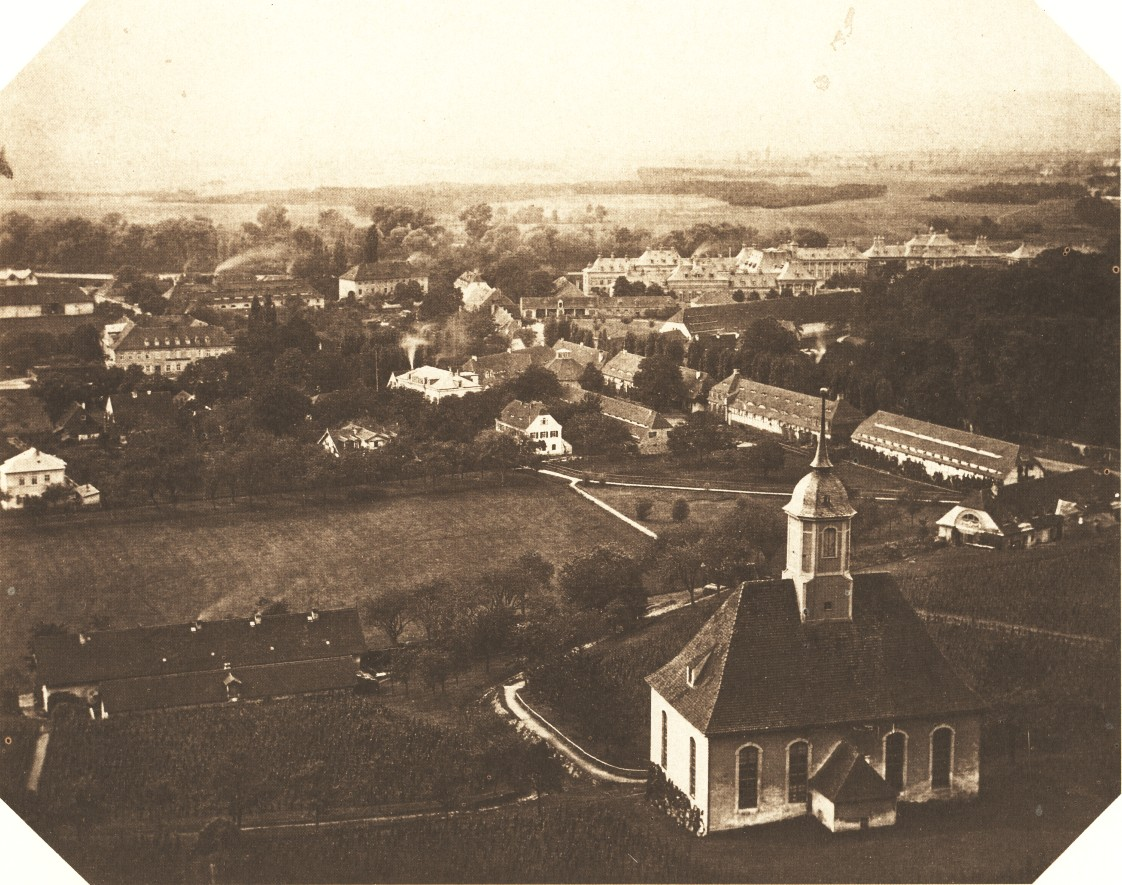
Die Weinbergkirche vor 1873 auf einer Fotografie von August Kotzsch mit kurzer Sakristei, ohne Fassadenbemalung und ungedecktem Dachreiter

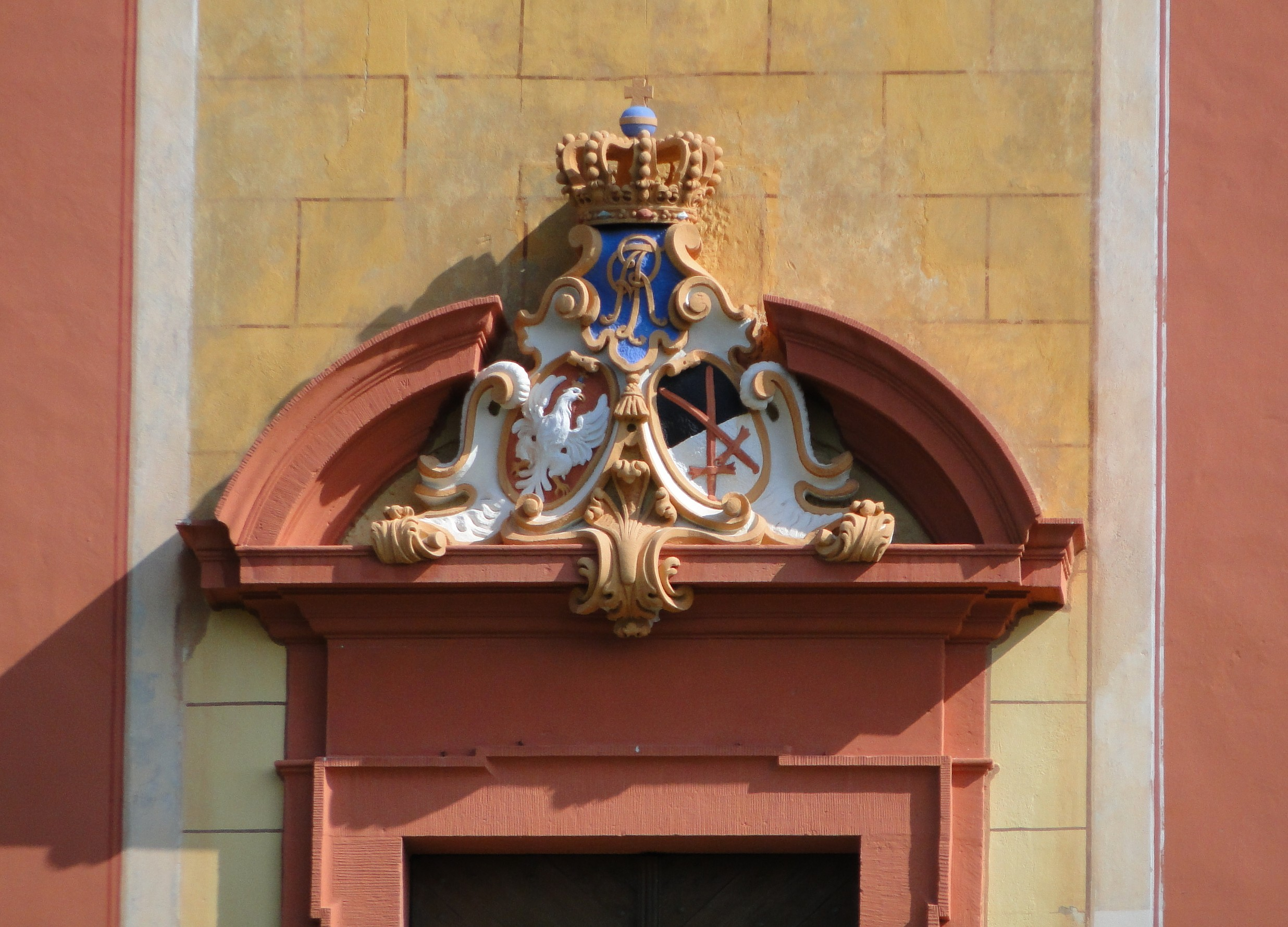
Portalplastik von Johann Benjamin Thomae

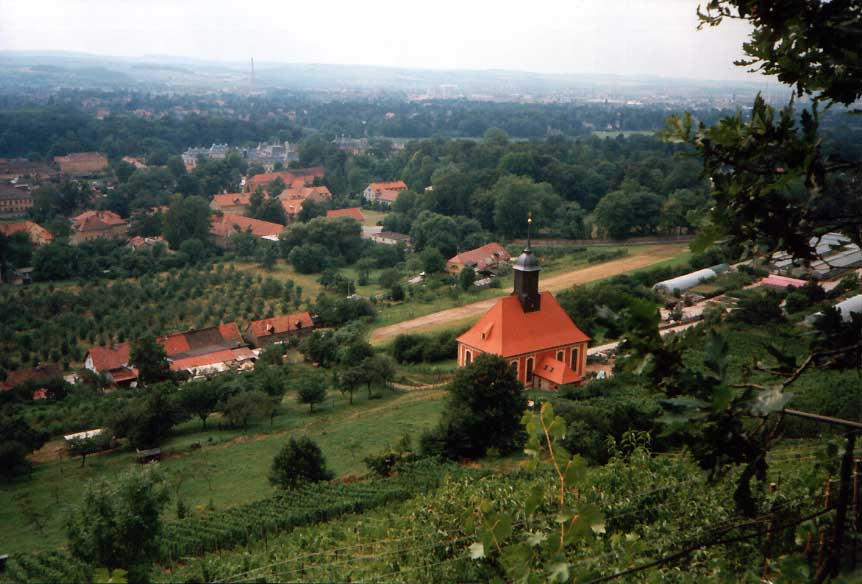
Die Weinbergkirche 1994 mit verlängerter Sakristei, wiederhergestellter Illusionsbemalung und Kupferdachreiter

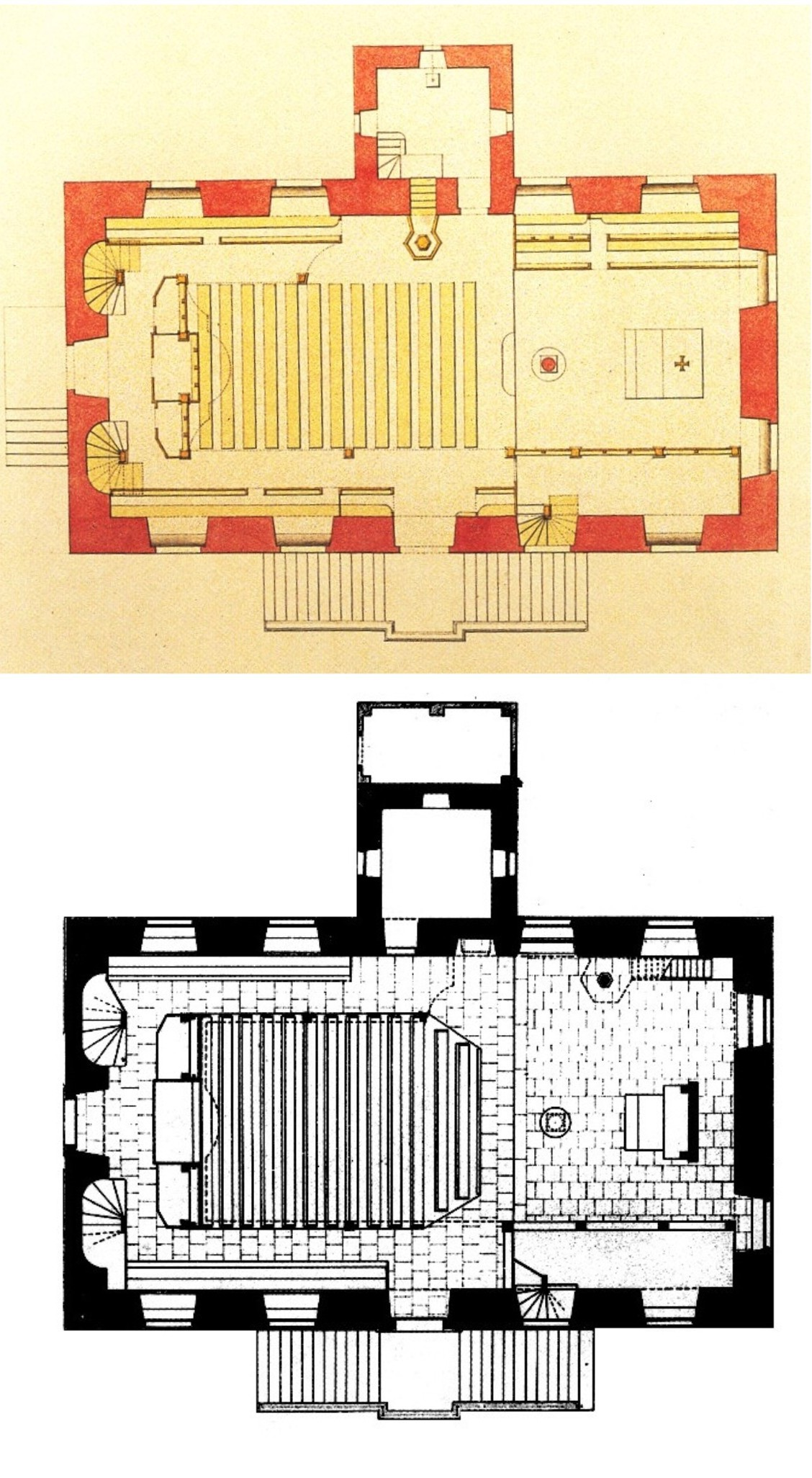
Grundrisse 1820 (oben) und 1950 (unten). Erkennbar ist die Verlängerung der Sakristei, die Verlegung ihres Eingangs und der neue Standort der Kanzel.

Die Weinbergkirche wurde auf rechteckigem Grundriss errichtet. Im Norden wurde eine Sakristei im ansteigenden Gelände angebaut, die während der Restaurierung der Kirche in den 1990er Jahren verlängert wurde. Der Hauptzugang befindet sich an der Südseite, die als „Schauseite von fünf Achsen“ ausgebildet ist. Über eine zweiläufige Treppe gelangt man zum Portal der Weinbergkirche. Es besitzt als einzigen Fassadenschmuck eine zwischen 1726 und 1727 von Johann Benjamin Thomae gefertigte Sandsteinplastik. Sie enthält über einem Fries in einem gesprengten Giebel eine Doppelkartusche mit dem kursächsischen und polnischen Wappen. Darüber befinden sich das Monogramm AR für Augustus Rex, König August II. von Polen, und die Königskrone. Cornelius Gurlitt erwähnte eine Inschrift über dem Portal, von der trotz Übermalung um 1900 Reste sichtbar waren. Sie wurde im Zuge der Restaurierung in den 1990er Jahren konserviert und mit Farbe überdeckt. Ein zweiter Zugang ist über die Westseite der Kirche möglich; zum dortigen schmucklosen Eingang führt eine einläufige Treppe. Beim Bau der Weinbergkirche wurden in ihrer Mitte Gruftgewölbe angelegt. Die Beisetzung der Toten aus der alten Schlosskirche ging über einen Eingang unter dem südlichen Hauptzugang vonstatten. Zunächst verschlossen nur die Grundmauern der Kirche diesen Eingang, später entstand davor noch die Treppe. Die Weinbergkirche hat ein Walmdach mit drei Gaupen und einem zentralen, hölzernen Dachreiter. Er hat bis auf Firsthöhe einen quadratischen Grundriss und baut sich danach „in derben Barockformen [achtseitig] auf“. Er wird von einer helmartigen Dachhaube abgeschlossen; an der Spitze befindet sich auf einer Turmkugel eine Wetterfahne mit der Inschrift „ARPo 1723“ für Augustus Rex Poloniae und einer Krone. Das Jahr 1723 verweist auf den Zeitpunkt der Grundsteinlegung. Die Höhe der Kirche beträgt ohne Wetterfahne 31,10 Meter. Die Fassaden wurden ursprünglich „als Ersatz für eine kostbare Gliederung aus Sandstein … als Putzbau ausgeführt und mit einer Illusionsarchitektur, Gewänden mit Schattenkanten, Verdachungen und Wandpfeilern bemalt“. Damit glich die Kirche äußerlich dem Schloss Pillnitz. Die frühesten Zeichnungen zeigen die Putzfassaden der Kirche jedoch bereits in einem übertünchten Zustand, der bis in die 1990er Jahre unverändert blieb. Die ursprüngliche Farbgebung der Fassade konnte im Zuge der Restaurierung in den 1990er Jahren durch Untersuchung des Putzes rekonstruiert und wiederhergestellt werden.

### Inneres
Der Kirchenraum misst rund 20-mal 10 Meter und ist acht Meter hoch. Unter Einbeziehung des Gruftgewölbes beträgt die Höhe der Kirche 9,90, die Breite inklusive Außenmauern 21,8 und die Tiefe mit Außenmauern 12,6 Meter. Der Boden ist mit Sandsteinplatten ausgelegt, der Altar ist um eine Stufe erhöht. Die zwölf hohen Fenster sind im Stichbogen geschlossen und von Sandsteingewänden umrahmt. Sie wurden nach dem Vorbild der zerstörten Originalfenster gefertigt und der Kirche im Zuge der Restaurierung in den 1990er Jahren gespendet. Zwei Fenster aus getöntem Glas, um die Jahrhundertwende an der Ostseite eingefügt, waren in den 1990er Jahren nicht mehr erhalten und wurden nicht rekonstruiert. Die flache Decke ist mit einfachen Stuckleisten verziert.
Hinter dem Hauptportal befinden sich auf der Südseite in Richtung Osten ebenerdige Logen mit einem Aufgang zu den Emporen. Sie gehören zum erhöhten Altarbereich, der die Ostseite der Kirche einnimmt. Dort steht der Altar, davor der Taufstein und an der Nordseite die Kanzel. Gegenüber dem Haupteingang befindet sich der Eingang zur Sakristei. Den hinteren Teil des Kirchenschiffs nehmen drei Betstübchen ein, über denen der Orgelchor liegt. Neben dem Westportal befinden sich an der rechten und linken Seite Zugänge zu den Emporen und zum Glockenturm.
Bei der Restaurierung der Kirche wurde durch Farbuntersuchungen entdeckt, dass sich hinter dem Altar und der Kanzel bereits um 1725 gemalte rote Vorhänge befanden. Sie sollten möglicherweise den weißen Altar und die weiße Kanzel im ebenfalls in Weiß gehaltenen Kirchenraum hervorheben. Den gemalten Vorhang hinter dem Altar stellten die Restauratoren wieder her. Da die Kanzel 1853 versetzt wurde, konnte der andere Vorhang am ursprünglichen Ort nicht wiederhergestellt werden. Er wäre heute teilweise von den verlängerten Emporen verdeckt.

#### Bestuhlung
Die Kirche bietet Platz für 450 bis 500 Personen. Im 18. Jahrhundert waren „der Beichtstuhl, der Kirchväterstuhl und 2 Reihen Männersitze“ im Altarraum aufgestellt; weitere Männersitze befanden sich auf den Emporen. Das Gestühl für Frauen stand im Kirchenschiff und war zudem außerhalb des Altarraums an der Kirchenwand aufgestellt. Bis 1728 wurden unter dem Chor auf der Westseite drei Betstübchen für reiche Pillnitzer angebaut. Sie lagen hinter den „Weiber-Stühlen“ unter der Orgelempore und mussten von den Besitzern auf eigene Kosten erbaut werden. Zudem musste eine Gebühr an die Kirche entrichtet werden. Die Bestuhlung im Altarraum wurde 1853 entfernt, als die Kanzel dorthin versetzt wurde. Die seitlichen Bänke im Kirchenschiff wurden 1954 entfernt.

#### Emporen
Die Emporen der Kirche waren ursprünglich kürzer als heute. Sie nahmen zunächst die Süd- und Westseite ein; unter der Südempore wurde eine Hof- und Herrschaftsloge im Altarbereich und darüber eine Loge für Hofbeamte eingebaut. Die Emporen wurden bei der Renovierung von 1852 bis 1853 um ein Viertel verlängert und nehmen seit 1892 die halbe Nordseite bis zum Altarraum ein.
Bei dem Einbau einer neuen, größeren Orgel im Jahr 1891 wurden die zweite Westempore bis zur Orgeltiefe zurückgenommen, der Orgelchor auf der ersten Westempore vergrößert und neue seitliche Zugänge zu den Westemporen geschaffen. Die Emporen haben zwei Etagen und stehen auf quadratischen Säulen; „die Brüstungen sind in lange rechteckige Felder getheilt.“

#### Altar

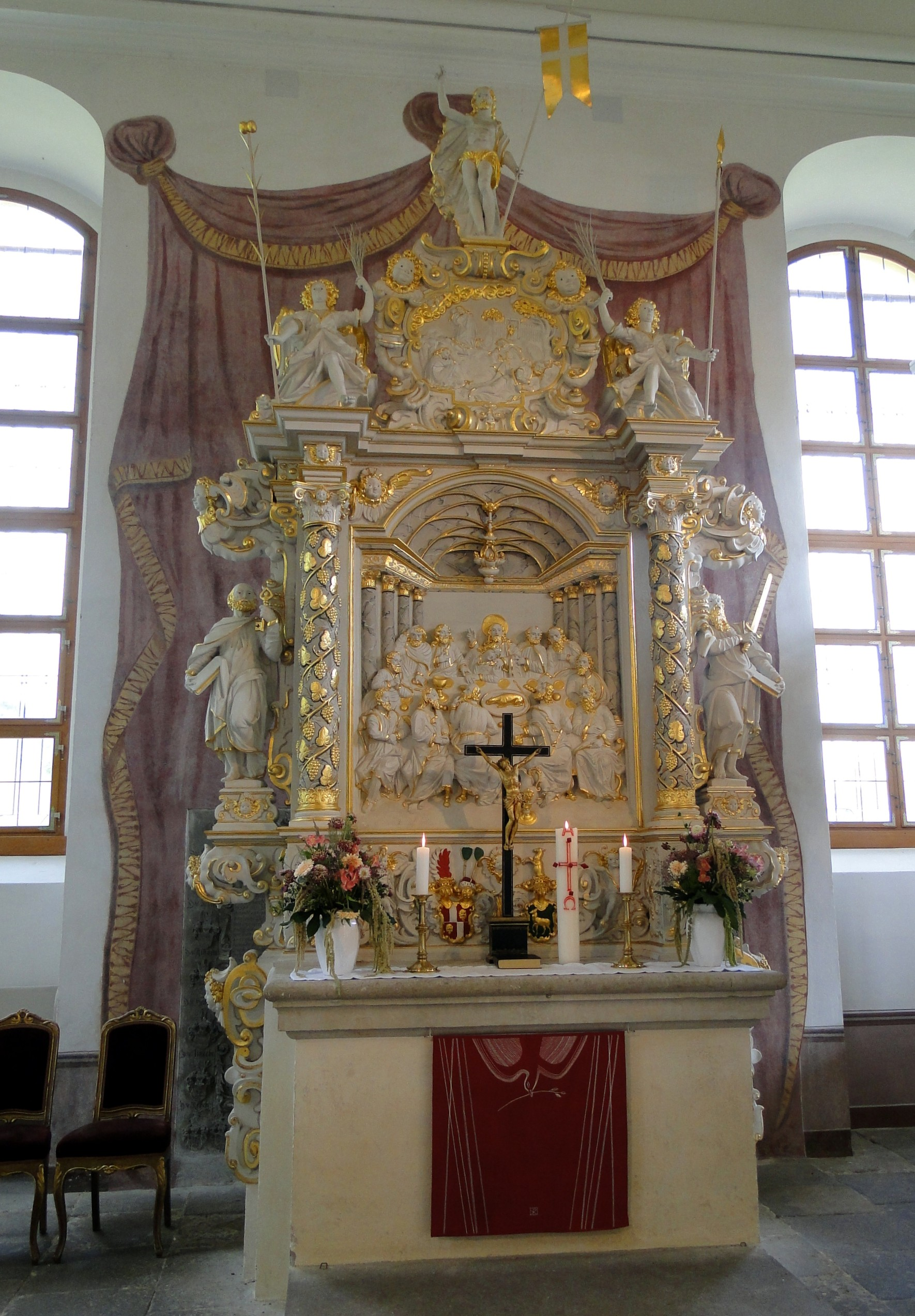
Altar der Weinbergkirche

Den Altar schuf im Jahr 1648 der aus Colditz stammende Bildhauer Johann Georg Kretzschmar (1612–1653, Schwiegersohn des Dresdner Bildhauers Sebastian Walther) nach dem Ende des Dreißigjährigen Krieges. Die Rückwand trägt die Inschrift „Johann George Kretzschmer, bilthauer in Dresden, den 19. 8ber anno 1648.“
Der Sandsteinaltar ist 2,70 Meter breit und 5,85 Meter hoch. Über der einfachen Mensa befindet sich die Predella mit dem Wappen der Stifterfamilien von Bünau auf der linken und von Löser auf der rechten Seite. Beide Wappen, getrennt durch einen Puttenkopf, sind farbig gehalten. Die Predella ist „durch Anläufe und Rollwerk gefüllt“ und wird von zwei Piedestalen begrenzt, auf denen je eine von Weinranken umwundene korinthische Säule steht.
Zwischen den Säulen im Mittelfeld des Altars stellt ein 1,32 mal 1,73 Meter großes Relief das Abendmahl mit Christus und den zwölf Jüngern dar, auf dem Tisch befinden sich das Osterlamm und der Weinkelch. Eine vierfache Säulenanreihe an jeder Seite gibt dem Relief Tiefe; über der Szene ist an einem Kreuzrippengewölbe ein Leuchter angebracht.
Auf konsolenartigen Voluten neben den Säulen stehen zwei metergroße Apostel-Figuren. Das linke Podest trägt Petrus mit Buch und Schlüssel, das rechte Paulus mit Buch und Schwert.
Architrav und Fries oberhalb der Apostelfiguren werden von der Deckendarstellung des Reliefs unterbrochen, während das Gesims durchgehend ist. Über dem Gesims sitzen mit übergeschlagenen Beinen zwei Engelsfiguren mit Leidenswerkzeugen. Die linke hält einen Essigschwamm an einem Rohr und eine Rute, die rechte eine Rute und eine Lanze. Im Ziergiebel zwischen beiden Figuren befindet sich ein Relief des betenden Christus im Garten Getsemani. Im Vordergrund sind die schlafenden Jünger dargestellt. Den Altarabschluss bildet eine Figur des auferstandenen Christus, die rechte Hand segnend erhoben und in der linken die Glaubensfahne.
Während Cornelius Gurlitt dem Bildhauer Kretzschmar am Altar „überall ein kräftiges, formensicheres Können“ bescheinigte, sah Walter Hentschel die Bedeutung von Kretzschmars Werk im Jahr 1966 nur im relativ guten Allgemeinzustand:

„Aber das ist auch alles, was zum Lobe des Werkes zu sagen ist. Das Figürliche ist derb und wirkt in dem großen Abendmahlsrelief geradezu verwildert. Voluten, Konsolen, Kartuschen nähern sich in manchen Partien dem Knorpelwerk, sind teigig weich geformt, aber zur vollen Freiheit dieses Stils vermag sich Kretzschmar nicht auszuschwingen […] Seine Kunst war provinziell …“

Während der Restaurierung der Kirche Anfang der 1990er Jahre wurde der Figurenschmuck am Altar ergänzt, da bereits um 1900 die Glaubensfahne, die Ruten und das Schwert der Paulus-Figur gefehlt hatten. Die weitgehend verblassten oder gänzlich verschwundenen Farben des Altars wurden von 1993 bis 1994 wiederhergestellt. Der Sandsteinaltar ist außer den farbigen Wappen in der Predella in Weiß mit vergoldeten Details gehalten.

#### Taufstein

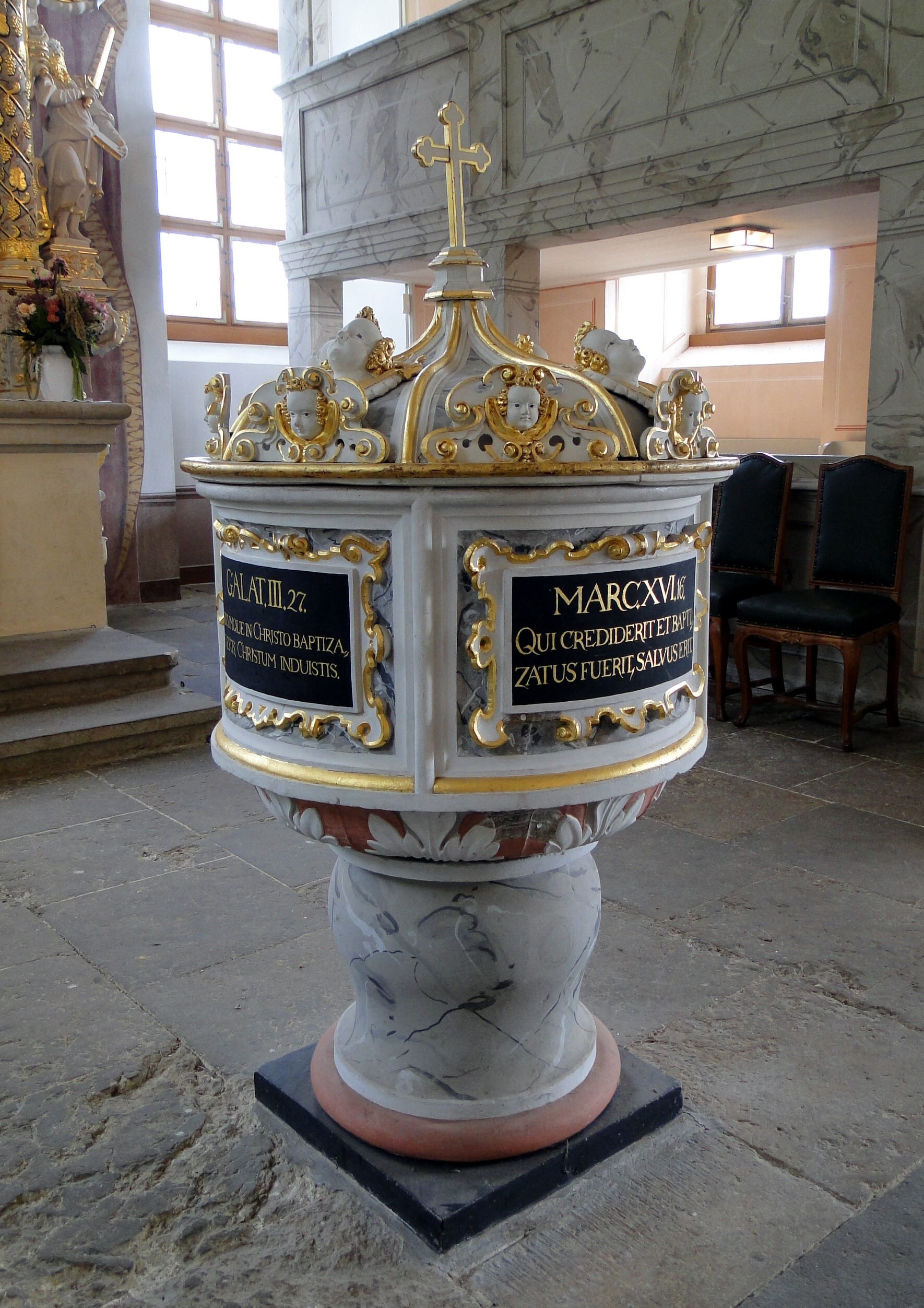
Taufstein

Vor dem Altar befindet sich der rund einen Meter hohe Taufstein, der wahrscheinlich zur gleichen Zeit wie der Altar entstand und Johann Georg Kretzschmar zugeschrieben wird. Der Aufbau besteht aus Sandstein, der Deckel aus Holz. Über einem profilierten Fuß und einem runden Sockel befindet sich die zylindrische Kuppa, in die vier schwarze Felder mit Bibelzitaten in Goldlettern eingelassen sind. Die Tafeln sind von Rollwerk umschlossen. Der achtseitige Deckel mit Engelsköpfen trägt oben ein Kreuz. In einer Beschreibung des Taufsteins von Ferdinand Ludwig Zacharias aus dem Jahr 1826 wird als Abschluss kein Kreuz, sondern die Figur Johannes des Täufers genannt. Wie der Altar ist auch der Taufstein in weiß mit Goldverzierungen gehalten. Am Sockel wurde, wie auch an den Balustraden der Kirche, eine Marmorierung aufgemalt.

#### Kanzel

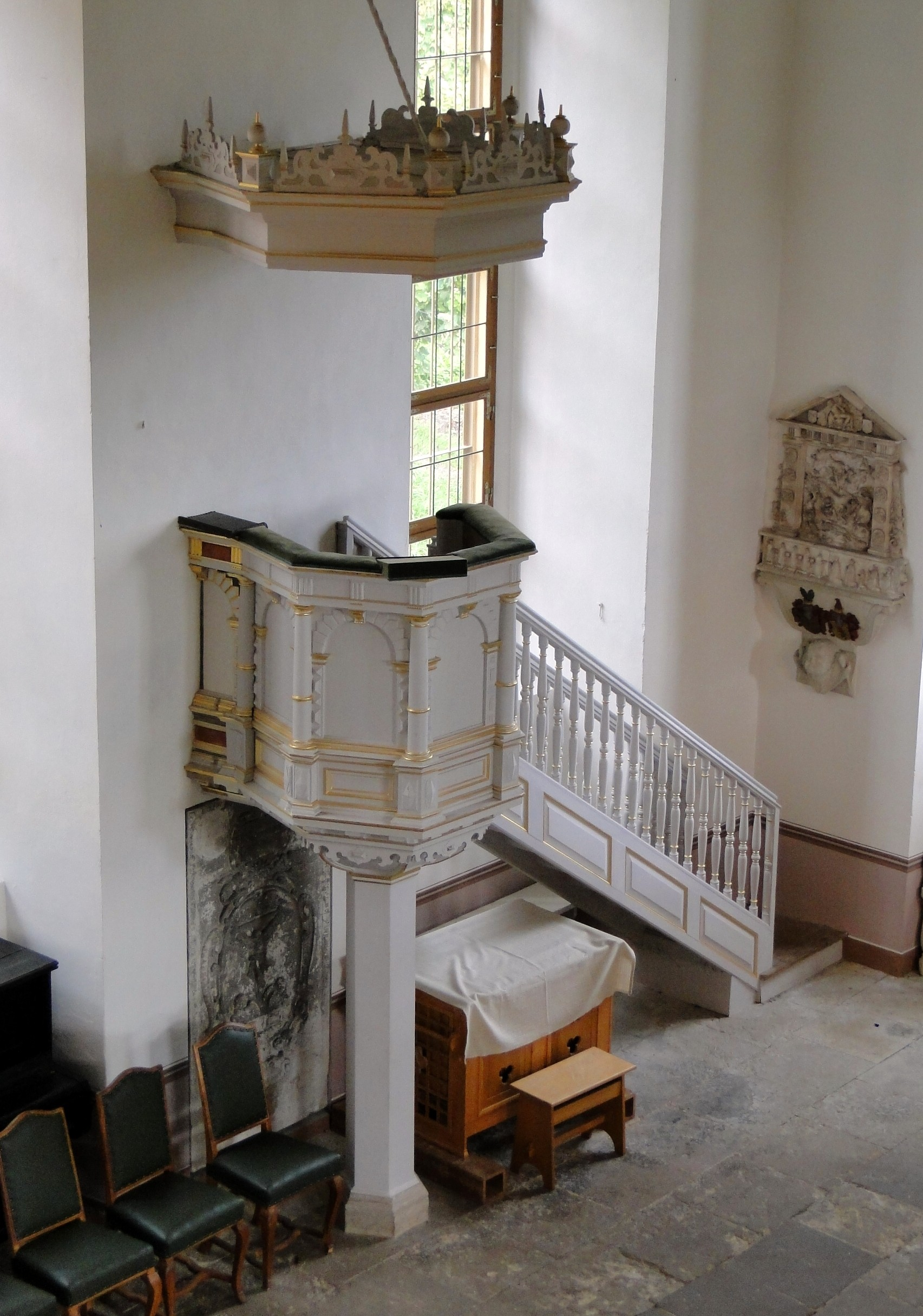
Kanzel

Die Kanzel aus Sandstein, im Altarbereich an der Nordseite gelegen, wird von einer sechskantigen Säule getragen, die in einen wulstigen Übergang mit Konsolengesims zum Kanzelkorb übergeht. Der Kanzelkorb hat die Form eines Sechsecks und ist an vier Seiten geschlossen. Eine Seite ist offen und führt zum Treppenaufgang, die sechste Seite bildet die Kirchenwand.
Die Felder des Kanzelkorbs werden von dorischen Säulen begrenzt, die zwischen Postament und Architrav stehen. Rundbögen in den Feldern zwischen den Säulen sind seitlich gequadert. Im durchgehenden Fries befinden sich Triglyphen.
Der Schalldeckel der Kanzel aus Holz ist wie der Kanzelkorb sechsseitig. Er gehörte zusammen mit der Brüstung des Kanzelkorbs zu einer älteren Anlage aus dem 17. Jahrhundert und entspricht in seiner Derbheit dem Stil des Altars und des Taufsteins. Wahrscheinlich ist, dass diese Kanzelteile aus der alten Schlosskirche stammen.
Ursprünglich war die Kanzel über eine Treppe mit der Sakristei verbunden und befand sich in der Mitte der Nordwand gegenüber dem Hauptportal. Während der Renovierung von 1852 bis 1853 wurde die Kanzel nach Osten versetzt. Die neue Treppe zur Sakristei entstand zu dieser Zeit.

#### Epitaphien und Denkmäler
In der Weinbergkirche erinnern zahlreiche Epitaphien und Denkmäler an Mitglieder der Familien von Loß und von Bünau. Sie wurden aus der alten Schlosskirche in die Weinbergkirche überführt und im Kirchinnenraum an der Ost- und Nordseite angebracht.

##### Ostseite

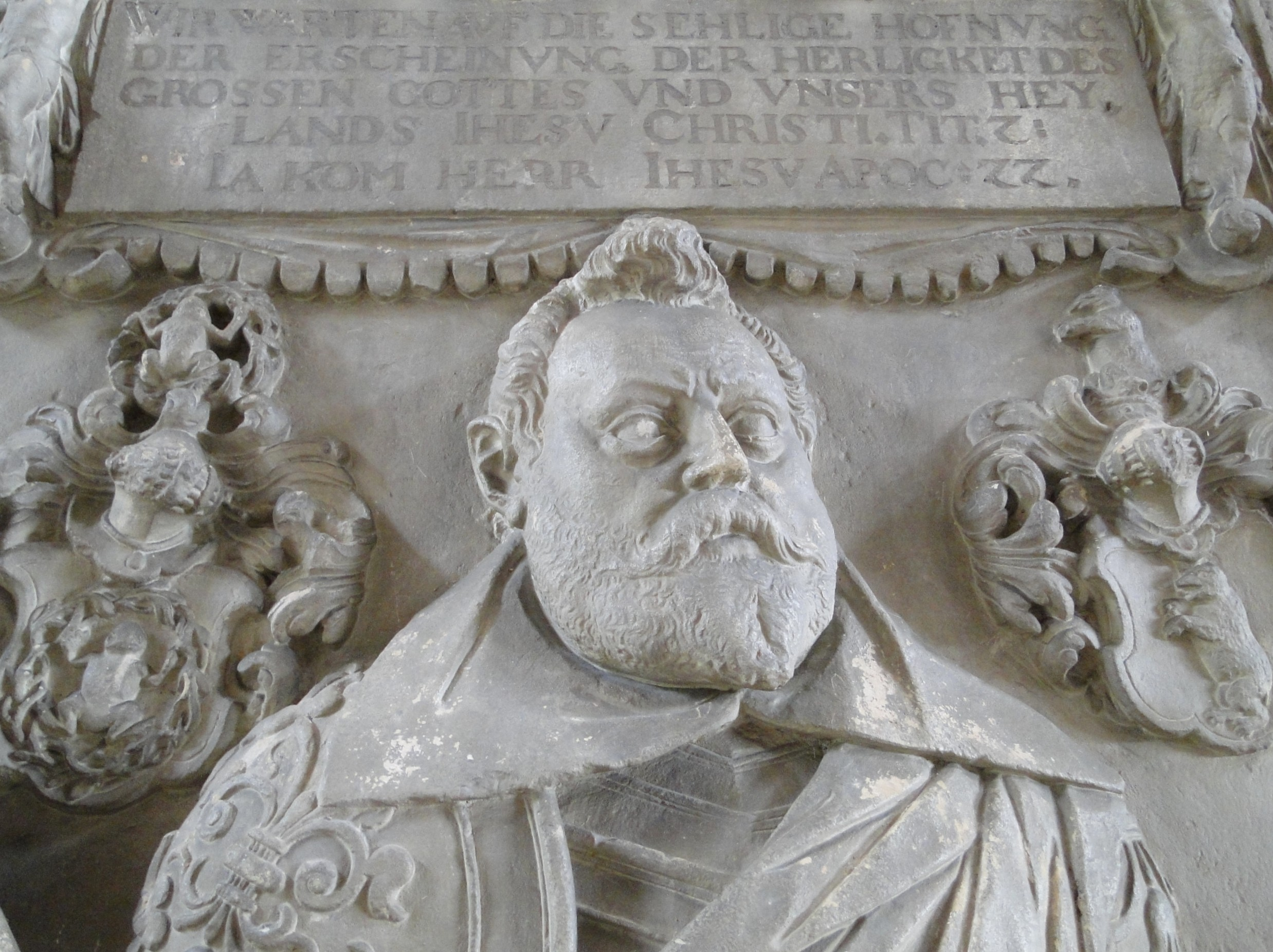
Epitaph des Christoph von Loß, Detail

Hinter dem Altar befinden sich nebeneinander drei Epitaphien. Der 2,20 Meter hohe rechte Grabstein der Ursula von Loß, geborene von Schleinitz, zeigt Christus am Kreuz, eine Inschrifttafel und Wappendarstellungen. Ursula von Loß war die Ehefrau des Joachim von Loß und verstarb 1632. Das mittlere, 2,30 Meter hohe Epitaph besteht aus einer lebensgroßen Figur des Christoph von Loß dem Älteren († 1609) in voller Rüstung mit Feldherrnstab in der rechten Hand. Gurlitt bezeichnete das Denkmal als „beachtenswerthe tüchtige Arbeit“. Der linke, 1,85 Meter hohe Grabstein mit zahlreichen Wappendarstellungen und Engelsfiguren ist der von Martha von Loß, geborene von Köckeritz. Sie heiratete Christoph von Loß’ drittgeborenen Sohn Nicol und verstarb 1645. Ihr Grabmal „ist in Spätrenaissanceformen sauber durchgeführt“.
Über dem Epitaph Christoph von Loß’ dem Älteren befand sich ursprünglich ein hölzernes Totenschild, das anlässlich des Todes Günther von Bünaus 1659 gefertigt und später aus der alten Schlosskirche überführt wurde. Es zeigt mittig das Familienwappen derer von Bünau und um dieses angeordnet 16 weitere Wappen von Familien, die mit ihnen verbunden waren. Nach der Restaurierung 1996 wurde das Totenschild an die Mitte der Nordwand versetzt.

##### Nordseite

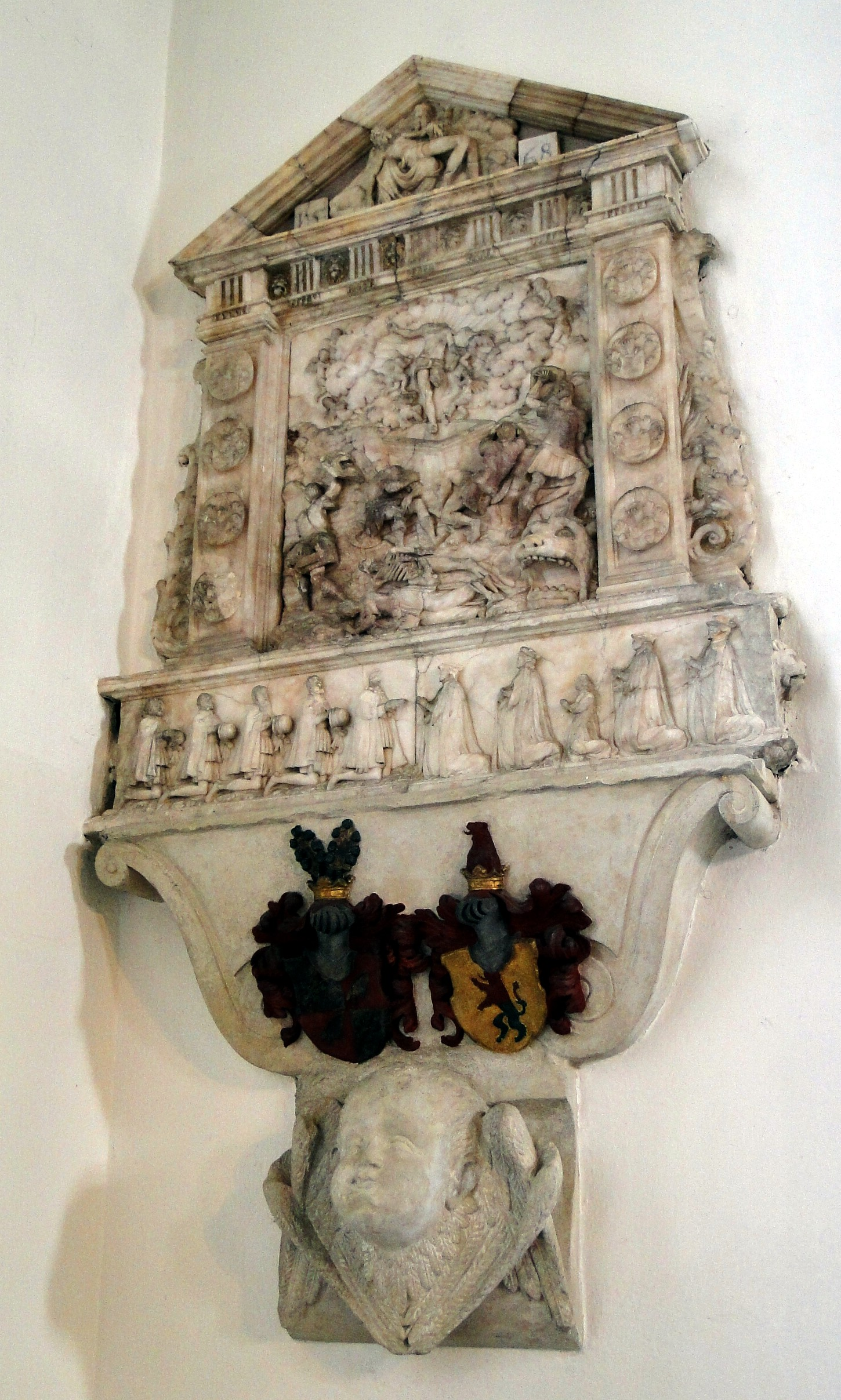
Epitaph des Valentin Pflugk

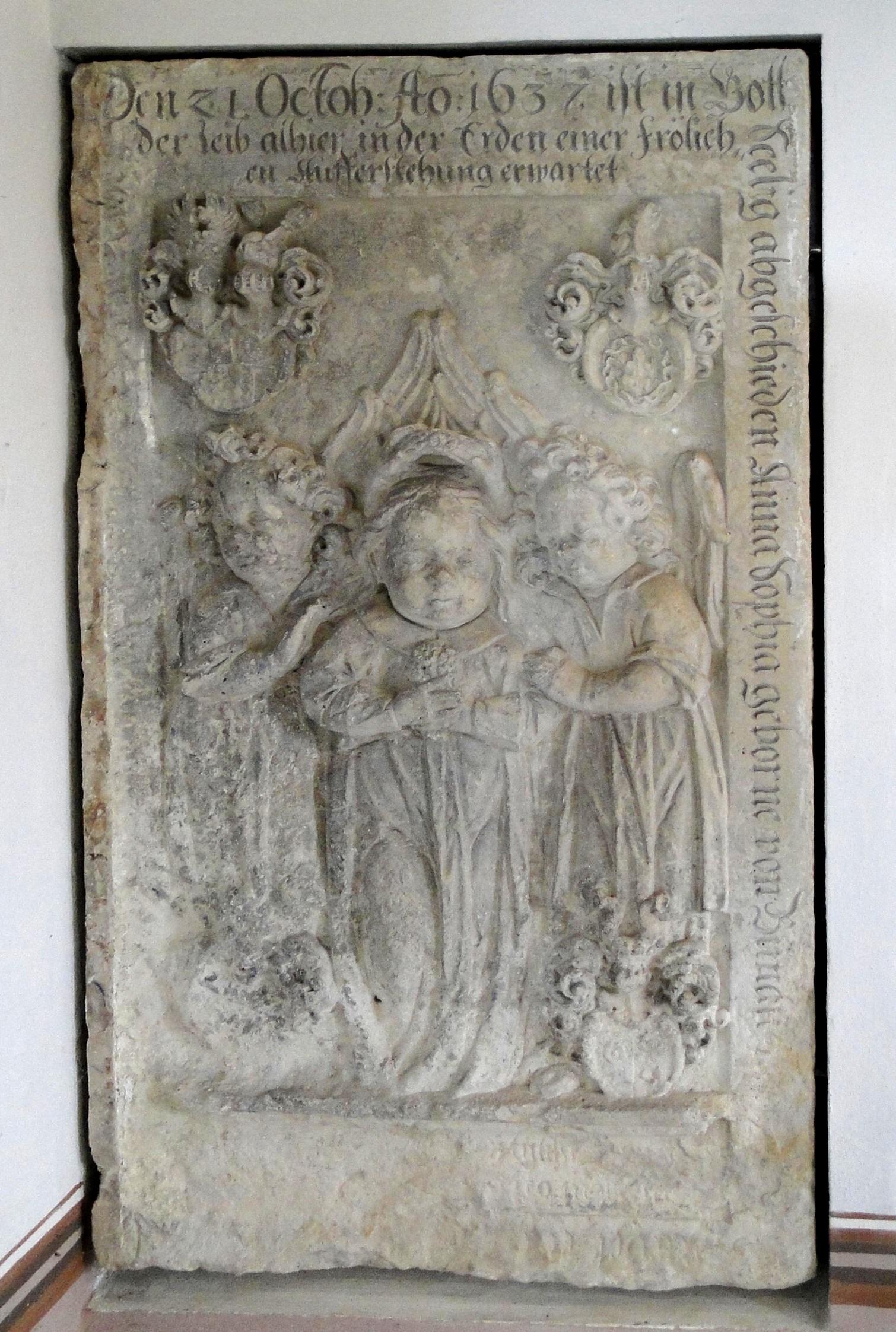
Epitaph der Anna Sophie von Bünau

An der Nordwand am Kanzelaufgang befindet sich das Epitaph für Valentin Pflugk auf Knauthain († 1568), den Schwiegervater von Christoph von Loß dem Älteren. Der Unterbau mit den Wappen derer von Pflugk (links) und von Schönberg (rechts) – Pflugks Frau stammte aus dem Haus Roth-Schönberg – über einem Engelskopf besteht aus Sandstein, der Aufbau ist aus Alabaster gefertigt. Auf dem breiten Sockel knien links fünf Männer und rechts fünf Frauen im Profil. Zwei seitliche Pilaster tragen jeweils vier Wappen, unter anderem der Familien Pflugk, Bünau und Schönberg. Zwischen den Pilastern befindet sich ein teilweise beschädigtes Relief mit der Auferstehung Christi. Der Mittelteil des Aufbaus schließt mit einem Gebälk ab, in dem sich dorische Säulen mit Löwenköpfen abwechseln. Das Epitaph endet mit einem spitzen Giebel. In ihm befindet sich ein Relief der Dreifaltigkeit. Dargestellt ist der sitzende Gottvater, der vor sich Jesus hält und auf dessen linker Schulter die Taube sitzt. Gurlitt ordnete das Epitaph der Schule Hans Walthers zu.
Unter der Kanzel befindet sich der 1,80 Meter hohe Grabstein der ersten Ehefrau Günther von Bünaus, Sophie Sibylle von Bünau, geborene von Loß, die 1640 verstarb. Auf dem Grabstein ist auf einem ovalen Feld der gekreuzigte Christus dargestellt mit Anklängen an Renaissance und Barock.
Neben der Sakristeitür ist die Grabplatte Günther von Bünaus angebracht, der 1659 verstarb. Der einfache Grabstein trug ursprünglich in der Mitte eine Inschrift. An den Rändern befinden sich Wappenreliefs.
Westlich davon steht der einfache Grabstein des 1654 verstorbenen Johann Albrecht Slavata von Chlum und Koschumberg, eines Vetters von Wilhelm Slavata, der in Pillnitz im Exil lebte. Neben Familienwappen enthält der Grabstein eine Inschrift. Vor allem die unteren Teile des Grabsteins sind stark beschädigt.
An der westlichsten Ecke der Nordwand ist das 1,20 Meter hohe Epitaph der Anna Sophie von Bünau angebracht, die 1637 im Alter von sieben Wochen verstorben war. Das Relief zeigt das Kind im Totenhemd mit gefalteten Händen, das von kindlichen Engelsfiguren geleitet wird. Anna Sophie von Bünau war die Tochter des Günther und der Sophie Sibylle von Bünau.

#### Verschollener Kirchenschmuck
Cornelius Gurlitt erwähnte 1904 zwei Gemälde, die sich damals in der Kirche befanden. Eines war ein Brustbild Martin Luthers in Öl von Lucas Cranach aus dem Jahr 1546. Gurlitt bezeichnete das Gemälde, das an der Brüstung der Orgelempore hing, als „sorgfältig durchgeführte Werkstättenarbeit“.
Ein zweites, beschädigtes Ölgemälde mit einem Bildnis Philipp Melanchthons war vermutlich „blos Copie nach Cranach“, wurde in der Sakristei aufbewahrt und später an der Kanzel angebracht. Um 1931 fiel erstmals das Fehlen beider Gemälde auf. Eine Befragung von früheren Pfarrern der Weinbergkirche ergab, dass „das Melanchthon-Bild … schon seit der Jahrhundertwende [fehlte], das Luther-Bild seit etwa 1920.“ Beide Gemälde sind verschollen.

## Orgel
Die erste Orgel der Weinbergkirche stammte aus der alten Schlosskirche. Ihr Alter und der Erbauer sind nicht bekannt. Das Instrument hatte 6 Manualregister (C–d3: Gedeckt 8′, Flöte 4′, Gedackt 4′, Principal 2′, Quinte 1 1⁄2′, Zimbel II) und ein Pedalregister (C–c1: Principalbass 8′); das Manual war an das Pedal koppelbar. Diese Orgel war für den Kirchenraum zu klein und wurde in einem Gutachten der Orgelbaufirma Jehmlich als der Kirche „unwürdig“ bezeichnet.

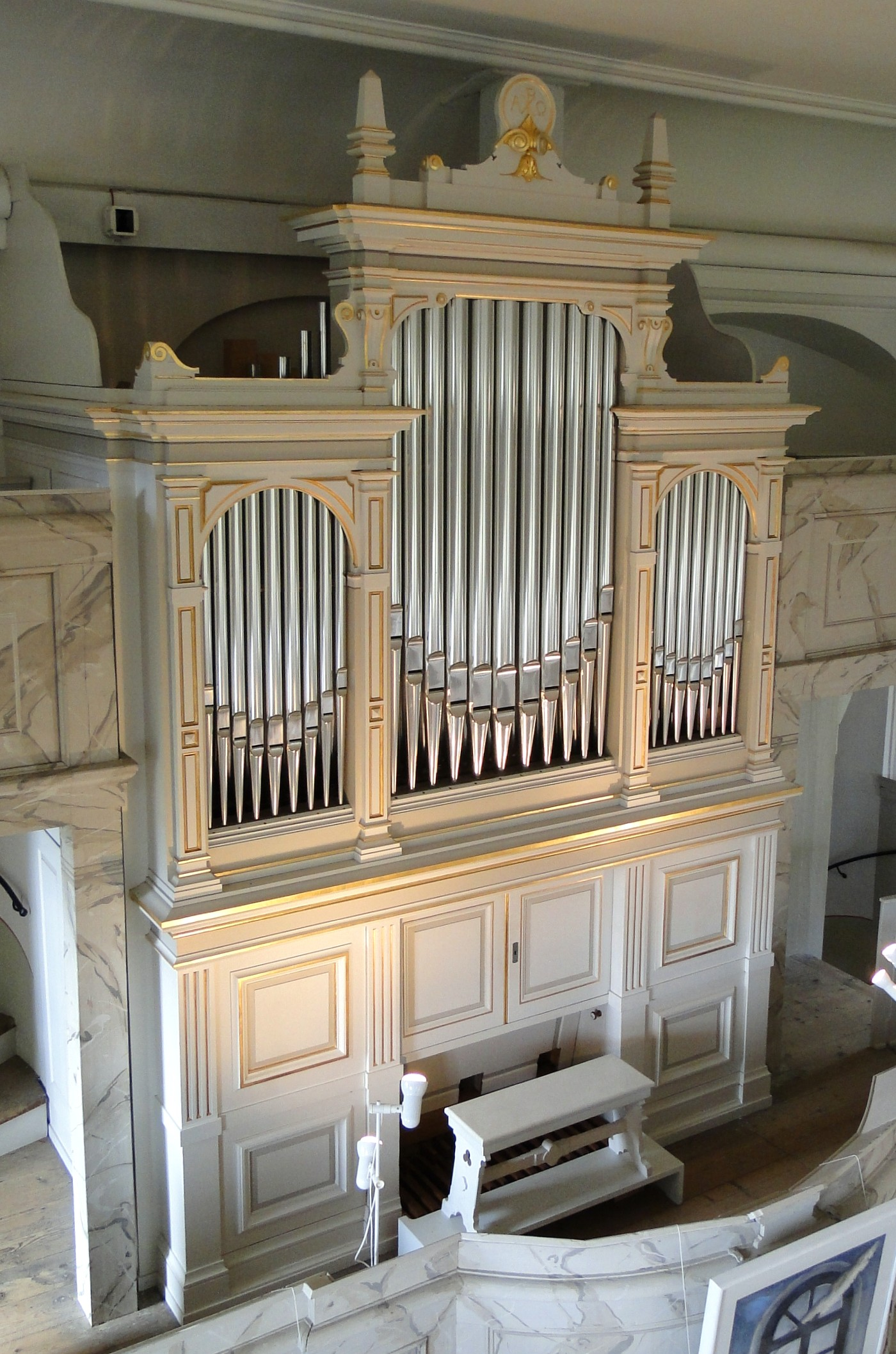
Jehmlich-Orgel der Weinbergkirche

1889 erhielten die Gebrüder Jehmlich den Auftrag für eine neue Orgel. Das Instrument kostete 4200 Mark und wurde am 19. Juli 1891 geweiht. Es handelt sich um eine der frühesten pneumatischen Orgeln Sachsens (das erste derartige Instrument wurde 1888 in der Kirche in Röhrsdorf geweiht). 1907 wurde die Orgel repariert, gereinigt und gestimmt. Zum Ende des Ersten Weltkriegs im Jahr 1918 mussten die Prospektpfeifen aus Zinn zum Einschmelzen abgegeben werden, sie wurden durch Pfeifen aus Zink ersetzt.
Nach dem Ende der Nutzung der Kirche im Jahr 1976 verblieb die Orgel an ihrem Standort und verfiel wie der Kirchenbau. Sämtliche Orgelpfeifen wurden gestohlen, sodass bei den Restaurierungs- und Rekonstruktionsarbeiten durch den Orgelbau Ekkehart Groß und Johannes Soldan im Jahr 1997 alle Pfeifen rekonstruiert werden mussten. Am 29. Juni 1997 feierte die Gemeinde die Wiederweihe der Jehmlich-Orgel mit Röhren-Pneumatik.
| I Manual C–f3  |        |
| Principal      | 8′     |
| Flöte          | 8′     |
| Viola di Gamba | 8′     |
| Octave         | 4′     |
| Quinte         | 2 ⁄3′  |
| Octave         | 2′     |
| Terz           | 1 3⁄5′ |

| II Manual C–f3   |    |
| Lieblich Gedackt | 8′ |
| Aeoline          | 8′ |
| Rohrflöte        | 4′ |

| Pedal C–d1                                    |     |     |
| Subbass                                       | 16′ | (h) |
| Principalbass                                 | 8′  | (h) |
| Anmerkung: (h) = original erhaltenes Register |     |     |

- Koppeln: II/I, I/P
- Spielhilfen: Choralwerk, Volles Werk, Registercrescendo

## Glocken
Die Weinbergkirche hatte zu Beginn die drei Glocken aus der alten Schlosskirche. Die große Glocke zersprang im Jahr 1780 und wurde um 1800 durch einen Neuguss von Heinrich August Weinholdt ersetzt. Eine zweite Glocke musste 1873 durch einen Neuguss von der Königlichen Stückgießerei J. G. Große ersetzt werden, ging jedoch als Metallspende während des Ersten Weltkriegs verloren. Sie wurde im Jahr 2002 durch einen Neuguss der Karlsruher Glockengießerei Bachert ersetzt.
| Nr. | style="width:80px" Bild | Name            | Gussjahr | Höhe Durchmesser | Grundton | Inschrift Schmuck |
| --- | ----------------------- | --------------- | -------- | ---------------- | -------- | --- |
| 1   |                         | Große Glocke    | 1800     | 70 cm 86 cm      | b1       | Anno 1800 goss mich. Heinrich August Weinholdt in Dresden Ornamentband aus Weintrauben, Darstellung des Kurfürsten Friedrich August I.                                                         |
| 2   |                         | Mittlere Glocke | 2002     |                  | des2     | Aufbruch und Rettung, 2002 wurde ich in Karlsruhe gegossen, Gott hat uns nicht gegeben den Geist der Furcht sondern den Geist der Besonnenheit Aufhänger in Faustform, Hals mit Weinrankenband |
| 3   |                         | Kleine Glocke   | 1596     | 43 cm 57 cm      | f2       | anno M.D.XCVI sic transit gloria mundi Rankenwerk mit Halbfiguren in Renaissanceformen |